# Saint-Denis-Combarnazat
Saint-Denis-Combarnazat è un comune francese di 218 abitanti situato nel dipartimento del Puy-de-Dôme nella regione dell'Alvernia-Rodano-Alpi.

## Società

### Evoluzione demografica
Abitanti censiti